# 각화대로
각화대로(Gakhwa-daero)는 광주광역시 북구 각화동 동광주 나들목과 각화 나들목을 잇는 광주광역시의 도로이다.
1995년 1월 제2순환로 1구간으로 개설되었으며 본래 이 구간을 통해 호남고속도로와 제2순환로가 연결될 예정이었지만, 입체도로 건설시 발생하게 될 교통체증 우려와 지하차도 건설의 기술적 어려움으로 인해 문흥 분기점을 새로 신설해 이 곳에서 호남고속도로와 접속하는 것으로 계획이 변경되었다. 이후 먼저 개설된 이 도로는 일반도로화되었다.

## 연혁
- 1995년 1월 : 동광주 나들목 ~ 각화 나들목 690m 구간 개통[2]
- 2009년 11월 19일 : 각화대로로 명명

## 주요 경유지
광주광역시
- 북구 각화동

## 노선
| 이름          | 접속 노선                                                                | 소재지     | 소재지 | 비고                                          |
| ------------- | ------------------------------------------------------------------------ | ---------- | ------ | --------------------------------------------- |
| 동광주 나들목 | 25호선 호남고속도로                                                      | 광주광역시 | 북구   |                                               |
| 문화사거리    | 국도 제29호선 국가지원지방도 제55호선 국가지원지방도 제60호선 (동문대로) | 광주광역시 | 북구   |                                               |
| 각화사거리    | 군왕로                                                                   | 광주광역시 | 북구   |                                               |
| 각화 나들목   | 2순환로                                                                  | 광주광역시 | 북구   | 산월 방향으로 진입, 문흥 방향에서 진출만 가능 |

## 주요 건물 및 시설
- 시화문화마을문화관 금봉미술관 (광주광역시 북구 각화대로 91)